# Konaszówka (rejon szarkowszczyński)
Konaszówka (biał. Канашоўка; ros. Конашовка) – wieś na Białorusi, w obwodzie witebskim, w rejonie szarkowszczyńskim, w sielsowiecie Bildziugi.

## Historia
W czasach zaborów wieś w gminie Jody, w powiecie dzisieńskim, w guberni wileńskiej Imperium Rosyjskiego
W latach 1921–1945 wieś leżała w Polsce, w województwie wileńskim, w powiecie dziśnieńskim (od 1926 w powiecie brasławskim), w gminie Jody, a następnie w gminie Nowy Pohost.
Według Powszechnego Spisu Ludności z 1921 roku zamieszkiwały tu 28 osób, wszystkie były wyznania staroobrzędowego. Jednocześnie 5 mieszkańców zadeklarowało polską a 23 białoruską przynależność narodową. Było tu 6 budynków mieszkalnych. W 1931 w 12 domach zamieszkiwało 59 osób.
Wierni należeli do parafii rzymskokatolickiej w Nowym Pohoście.
W wyniku napaści ZSRR na Polskę we wrześniu 1939 miejscowość znalazła się pod okupacją sowiecką. 2 listopada została włączona do Białoruskiej SRR. Od czerwca 1941 roku pod okupacją niemiecką. W 1944 miejscowość została ponownie zajęta przez wojska sowieckie i włączona do Białoruskiej SRR.
Od 1991 w składzie niepodległej Białorusi.